# Gustav Ludwig Ferdinand Raabe
Gustav Ludwig Ferdinand Raabe (* 2. oder 3. Oktober 1774 in Dresden; † 8. April 1837 ebenda) war ein sächsischer General der Artillerie.

## Leben
Gustav Ludwig Ferdinand Raabe wurde als Sohn eines sächsischen Artillerieoffiziers geboren.
Er trat im Alter von 13 Jahren am 1. Januar 1788 als Unterkanonier mit einer Anwartschaft auf das Aufrücken in eine höhere Stelle in die kursächsische Armee ein. Seine fachwissenschaftliche Ausbildung erhielt er an der Militärakademie Dresden, die er 1794 als Stückjunker verließ. 1798 erfolgte seine Ernennung zum Souslieutenant.
Im Feldzug 1806 während des Vierten Koalitionskrieges kommandierte er die Regimentsgeschütze des Infanterie-Regiment „Prinz Maximilian“ und im Feldzug 1809 war er als Adjutant im Generalstab des mobilen Teiles des königlich-sächsischen Korps eingesetzt. In dieser Funktion fiel er dem schwedischen Oberbefehlshaber der alliierten Nordarmee gegen Napoleon und späterem König von Schweden, Karl XIV. Johann, Fürst von Ponte Corvo, auf. Dieser setzte ihn in den wichtigsten Verwendungen ein. 1807 wurde er zum Oberleutnant und 1810 zum Hauptmann im Feldartilleriekorps befördert.
1810 ging er in ein Artillerieregiment, wurde aber bereits kurz darauf wieder in den Generalstab versetzt und 1812 zum Major befördert. Im Februar 1813 übernahm er, inzwischen am 27. Januar 1813 zum Oberstleutnant aufgestiegen, das Kommando der sächsischen Artillerie des VII. Armeekorps, das unter dem Befehl des Generalmajor Jean-Louis-Ebenezer Reynier stand. Hierbei gelang es ihm, in einer kritischen Lage, mit der sächsischen Artillerie ohne bedeutende Verluste den Hundspass im Kreis Guhrau zu überschreiten und somit Glogau zu erreichen, das von 1813 bis 1814 nahezu ein Jahr lang besetzt gehalten wurde, während es die Preußen belagerten.
Nach der Schlacht bei Großgörschen konnten sich die sächsischen Truppen wieder mit dem VII. Armeekorps vereinigen, hierbei wirkte Gustav Ludwig Ferdinand Raabe mit der durch ihn neu-formierten Artillerie wesentlich in der Schlacht bei Bautzen und in den Gefechten bei Reichenbach und Markersdorf mit. In Markersdorf erhielt er dann einen Schuss in den Unterschenkel und übernahm, trotz der Verwundung das Kommando der Artillerie während des Waffenstillstands in dem Lager bei Görlitz.
Bei Wiedereröffnung des Feldzuges rückte das VII. Armeekorps mit der Nordarmee unter Marschall Charles Nicolas Oudinot gegen Berlin vor und als der Pass bei Wittstock am 22. August 1813 angegriffen wurde, konnte er durch die Ausnutzung des Geländes, geschickte Aufstellung der Geschütze und persönliche Leitung des Feuers, das Gefecht positiv beeinflussen. Durch sein Wirken konnte bei der Schlacht bei Großbeeren am 23. August 1813 und Dennewitz am 6. September 1813 der Rückzug der Artillerie geordnet durchgeführt werden. Als Napoleon am 9. Oktober 1813 bei Eilenburg vor Kültzschau, dem heutigen Eilenburger Stadtteil Ost, die letzte Heerschau seiner verbündeten sächsischen Truppen abnahm, erteilte er Gustav Ludwig Ferdinand Raabe öffentlich Beweise seiner Zufriedenheit über dessen in der Schlacht bei Dennewitz getätigten Maßnahmen.
Am 19. Oktober 1813, dem letzten Tag der Völkerschlacht bei Leipzig, ging das gesamte sächsische Korps aus den Reihen der Franzosen über zu den Verbündeten, hierbei wollte zunächst Gustav Ludwig Ferdinand Raabe dem Ansinnen von General Gustav Xaver Reinhold von Ryssel erst nach eingeholter Zustimmung des Königs Friedrich August I. folgen, gab dann jedoch nach und führte die gesamte sächsische Artillerie zu den Verbündeten über.

„„Die Betrachtung, daß die allein zurückbleibende Artillerie aber der Wuth und der Rache der Franzosen ausgesetzt und bei einem unglücklichen Ausgange der Schlacht unbedingt für das Vaterland verloren sein würde, verleitete mich, alle Mittel zu ihrer Erhaltung zu ergreifen und unter zwei Uebeln das kleinste zu wählen, wenn auch selbst die innere Stimme wider die Rechtmäßigkeit dieses Unternehmens stritt.“ (Niederschrift von Gustav Ludwig Ferdinand Raabe in der Bibliothek der sächsischen Artilleriebrigade.)“

Nachdem sich die sächsische Armee mit den neuen Verbündeten vereinigt hatte, konnte die Armee, aufgrund von Raabes Bemühungen, schon Anfang Februar 1814 den Marsch nach Frankreich und Flandern antreten. Auch am 2. Feldzug gegen Frankreich im Jahr 1815 war er beteiligt. Am 14. August 1815 wurde er zum Oberst befördert. Die Beförderung zum Generalmajor erfolgte am 16. Oktober 1823.
Als er 1837 starb, war er 24 Jahre lang Kommandant des Artilleriekorps in Dresden.
Gustav Ludwig Ferdinand Raabe war verheiratet und hinterließ außer seiner Witwe noch sechs Kinder. Bei seiner Beerdigung führte der Generalmajor von Hausen den Trauerzug an, der aus vier Geschützen und drei Linienbataillonen bestand sowie zahlreiche weitere Trauernde.

## Auszeichnungen
Aufgrund seiner geleisteten Dienste in der Schlacht bei Wagram beim Feldzug 1809 in Österreich erhielt er das Kreuz des Militär-St.-Heinrichs-Orden und den der kaiserlich-französischen Ehrenlegion.
Für seine Leistungen im Jahr 1814, besonders für sein Einwirken bei der Einschließung und Besetzung der Festung Maubeuge wurde er mit dem  russischen Orden der Heiligen Anna 2. Klasse belohnt.
Kurz vor seinem Tod erhielt er durch den Kaiser von Russland den Sankt-Stanislaus-Orden 2. Klasse.